# Licheng (Changzhi)
Licheng (en chino, 黎城; pinyin, Líchéng) es un condado  bajo la administración directa de la Prefectura Changzhi en la Provincia de Shanxi, República Popular China.  Su área es de 1113 km² y su población total para 2010 superó los 158 mil habitantes. 

## Administración
Desde julio de 2020, el  Condado Licheng se divide en 8 pueblos administrados en  poblados.